# Saint-Maurice-lès-Charencey
Saint-Maurice-lès-Charencey è un comune francese di 586 abitanti situato nel dipartimento dell'Orne nella regione della Normandia.

## Società

### Evoluzione demografica
Abitanti censiti